# Плавооки самурај
Плавооки самурај (енгл. Blue Eye Samurai) америчка је анимирана телевизијска серија коју су створили Амбер Ноизуми и Мајкл Грин за Netflix. Прва сезона је приказана 3. новембра 2023. У децембру 2023. наручена је друга сезона чија се премијера очекује 2026.

## Радња
Вођена сном о освети онима који су је претворили у отпадницу у раздобљу династије Едо у Јапану, млада ратница крвавим путем крочи до своје судбине.

## Гласовне улоге
| Глумац               | Улога        |
| -------------------- | ------------ |
| Маја Ерскин          | Мизу         |
| Џорџ Такеј           | Секи         |
| Маси Ока             | Ринго        |
| Кари-Хиројуки Тагава | Еиџи         |
| Бренда Сонг          | Акеми        |
| Дарен Барнет         | Тајген       |
| Рандал Парк          | Хеиџи Шиндо  |
| Кенет Брана          | Абиџа Фаулер |

## Епизоде
| Сезона | Сезона | Епизоде | Епизоде | Оригинална објава | Оригинална објава |
| ------ | ------ | ------- | ------- | ----------------- | ----------------- |
|        | 1.     | 8       | 8       | 3. новембар 2023. | 3. новембар 2023. |